# Pataky Kornél
Pataky Kornél (Erzsébetfalva, 1920. március 11. – ?, 1998. október 6.) győri püspök.

## Pályafutása
1944. április 30-án szentelték pappá Budapesten. 1945-től 1948-ig Szegedfelsőközponton, a tanyavilágban szolgált mint segédlelkész. Ezt követően 1950-ig Szegeden gimnáziumi hittanár volt, illetve 1949-től az egyházmegyei hivatalban látott el különböző feladatokat; 1957-től 1974-ig püspöki irodaigazgató, 1974-ben helynök volt.
Kerekes fedőnéven a Belügyminisztérium ügynöke volt.

### Püspöki pályafutása
VI. Pál pápa 1975-ben győri apostoli adminisztrátorrá nevezte ki, és február 6-án püspökké szentelték. Püspöki jelmondata: „Opere et veritate” (Tettel és igazsággal). A rákövetkező évben megyés püspöki kinevezést kapott.
1991-ben vonult nyugállományba.